# Élections cantonales de 2004 dans le Doubs
Les élections cantonales ont eu lieu les 21 et 28 mars 2004.
Lors de ces élections, 18 des 27 cantons du Doubs ont été renouvelés. Elles ont vu l'élection de la majorité socialiste dirigée par Claude Jeannerot, succédant à Claude Girard, président UMP du conseil général depuis 1999.

## Résultats à l’échelle du département
Répartition départementale des résultats (2e tour).
- PS (36,54 %)
- DVG (11,04 %)
- UMP (38,54 %)
- UDF (2,71 %)
- DVD (2,43 %)
- FN (8,74 %)

| Étiquette      | Étiquette                          | Premier tour | Premier tour | Second tour | Second tour | Sièges |
| Étiquette      | Étiquette                          | Voix         | %            | Voix        | %           | Sièges |
| -------------- | ---------------------------------- | ------------ | ------------ | ----------- | ----------- | ------ |
|                | Parti socialiste                   | 23 539       | 23,87        | 31 216      | 36,54       | 7      |
|                | Divers gauche                      | 6 526        | 6,62         | 9 435       | 11,04       | 2      |
|                | Extrême gauche                     | 4 519        | 4,58         |             |             |        |
|                | Les Verts                          | 4 416        | 4,48         |             |             |        |
|                | Parti communiste français          | 2 875        | 2,92         |             |             |        |
| Gauche         | Gauche                             | 41 875       | 42,47        | 40 651      | 47,58       | 9      |
|                |                                    |              |              |             |             |        |
|                | Union pour un mouvement populaire  | 32 160       | 32,61        | 32 926      | 38,54       | 8      |
|                | Front national                     | 14 647       | 14,85        | 7 471       | 8,74        | 0      |
|                | Divers droite                      | 5 672        | 5,75         | 2 072       | 2,43        | 1      |
|                | Union pour la démocratie française | 4 040        | 4,10         | 2 318       | 2,71        | 0      |
| Droite         | Droite                             | 56 519       | 57,31        | 44 787      | 52,42       | 9      |
|                |                                    |              |              |             |             |        |
|                | Écologistes                        | 219          | 0,22         |             |             |        |
|                |                                    |              |              |             |             |        |
| Inscrits       | Inscrits                           | 158 012      | 100,00       | 131 433     | 100,00      |        |
| Abstention     | Abstention                         | 54 554       | 34,53        | 41 537      | 31,60       |        |
| Votants        | Votants                            | 103 458      | 65,47        | 89 896      | 68,40       |        |
| Blancs et nuls | Blancs et nuls                     | 4 845        | 4,68         | 4 458       | 4,96        |        |
| Exprimés       | Exprimés                           | 98 613       | 95,32        | 85 438      | 95,04       |        |

## Résultats par canton

### Canton de Besançon-Nord-Ouest
| Candidats      | Candidats          | Étiquette      | Premier tour | Premier tour | Second tour | Second tour |
| Candidats      | Candidats          | Étiquette      | Voix         | %            | Voix        | %           |
| -------------- | ------------------ | -------------- | ------------ | ------------ | ----------- | ----------- |
|                | Vincent Fuster*    | PS             | 1 598        | 35,01        | 2 797       | 59,38       |
|                | Gérard Figard      | UMP            | 980          | 21,47        | 1 913       | 40,62       |
|                | Robert Sennerich   | FN             | 572          | 12,53        |             |             |
|                | Nicole Weinman     | DVD            | 379          | 8,30         |             |             |
|                | Sébastien Maire    | Verts          | 355          | 7,78         |             |             |
|                | Martine Bultot     | EXG            | 345          | 7,56         |             |             |
|                | Marie-France Roche | EXG            | 142          | 3,11         |             |             |
|                | Christophe Lime    | PCF            | 133          | 2,91         |             |             |
|                | Lionel Chatelain   | EXG            | 61           | 1,34         |             |             |
|                |                    |                |              |              |             |             |
| Inscrits       | Inscrits           | Inscrits       | 8 228        | 100,00       | 8 228       | 100,00      |
| Abstention     | Abstention         | Abstention     | 3 480        | 42,29        | 3 205       | 38,95       |
| Votants        | Votants            | Votants        | 4 748        | 57,71        | 5 023       | 61,05       |
| Blancs et nuls | Blancs et nuls     | Blancs et nuls | 183          | 3,85         | 313         | 6,23        |
| Exprimés       | Exprimés           | Exprimés       | 4 565        | 96,15        | 4 710       | 93,77       |

*sortant

### Canton de Besançon-Ouest
| Candidats      | Candidats                  | Étiquette      | Premier tour | Premier tour | Second tour | Second tour |
| Candidats      | Candidats                  | Étiquette      | Voix         | %            | Voix        | %           |
| -------------- | -------------------------- | -------------- | ------------ | ------------ | ----------- | ----------- |
|                | Claude Jeannerot*          | PS             | 2 441        | 33,64        | 4 395       | 58,62       |
|                | Françoise Branget          | UMP            | 1 287        | 17,73        | 3 102       | 41,38       |
|                | Laurent Michel             | DVD            | 1 098        | 15,13        |             |             |
|                | Maurice Curtat             | FN             | 817          | 11,26        |             |             |
|                | Benoît Cypriani            | Verts          | 735          | 10,13        |             |             |
|                | Marie-Odile Crabbe-Diawara | EXG            | 350          | 4,82         |             |             |
|                | Annie Menetrier            | PCF            | 281          | 3,87         |             |             |
|                | Nicole Friess              | EXG            | 248          | 3,42         |             |             |
|                |                            |                |              |              |             |             |
| Inscrits       | Inscrits                   | Inscrits       | 12 316       | 100,00       | 12 316      | 100,00      |
| Abstention     | Abstention                 | Abstention     | 4 791        | 38,90        | 4 347       | 35,30       |
| Votants        | Votants                    | Votants        | 7 525        | 61,10        | 7 969       | 64,70       |
| Blancs et nuls | Blancs et nuls             | Blancs et nuls | 268          | 3,56         | 472         | 5,92        |
| Exprimés       | Exprimés                   | Exprimés       | 7 257        | 96,44        | 7 497       | 94,08       |

*sortant

### Canton d'Etupes
| Candidats      | Candidats           | Étiquette      | Premier tour | Premier tour | Second tour | Second tour |
| Candidats      | Candidats           | Étiquette      | Voix         | %            | Voix        | %           |
| -------------- | ------------------- | -------------- | ------------ | ------------ | ----------- | ----------- |
|                | Michel Rondot       | PS             | 2 091        | 35,30        | 3 085       | 48,73       |
|                | Charles Demouge     | UMP            | 1 625        | 27,43        | 2 035       | 32,14       |
|                | Roland Boillot      | FN             | 1 302        | 21,98        | 1 211       | 19,13       |
|                | Vincent Plion       | Verts          | 410          | 6,92         |             |             |
|                | Jean-Pierre Richard | PCF            | 313          | 5,28         |             |             |
|                | Georges Kvartskhava | EXG            | 183          | 3,09         |             |             |
|                |                     |                |              |              |             |             |
| Inscrits       | Inscrits            | Inscrits       | 9 305        | 100,00       | 9 307       | 100,00      |
| Abstention     | Abstention          | Abstention     | 3 089        | 33,20        | 2 719       | 29,21       |
| Votants        | Votants             | Votants        | 6 216        | 66,80        | 6 588       | 70,79       |
| Blancs et nuls | Blancs et nuls      | Blancs et nuls | 292          | 4,70         | 257         | 3,90        |
| Exprimés       | Exprimés            | Exprimés       | 5 924        | 95,30        | 6 331       | 96,10       |

### Canton de Montbéliard-Est
| Candidats      | Candidats             | Étiquette      | Premier tour | Premier tour | Second tour | Second tour |
| Candidats      | Candidats             | Étiquette      | Voix         | %            | Voix        | %           |
| -------------- | --------------------- | -------------- | ------------ | ------------ | ----------- | ----------- |
|                | Jacques Hélias*       | PS             | 2 878        | 33,19        | 4 514       | 47,43       |
|                | Philippe Tissot       | UMP            | 2 158        | 24,89        | 3 292       | 34,59       |
|                | Sophie Montel         | FN             | 1 760        | 20,30        | 1 711       | 17,98       |
|                | Bernard Lachambre     | Verts          | 606          | 6,99         |             |             |
|                | Gilles Delhautal      | UDF            | 496          | 5,72         |             |             |
|                | Christian Driano      | EXG            | 397          | 4,58         |             |             |
|                | Olivier Del Rizzo     | PCF            | 248          | 2,86         |             |             |
|                | Marie-Louise Perriere | EXG            | 108          | 1,25         |             |             |
|                | Christophe Ferrand    | EXG            | 19           | 0,22         |             |             |
|                |                       |                |              |              |             |             |
| Inscrits       | Inscrits              | Inscrits       | 15 681       | 100,00       | 15 681      | 100,00      |
| Abstention     | Abstention            | Abstention     | 6 608        | 42,14        | 5 781       | 36,87       |
| Votants        | Votants               | Votants        | 9 073        | 57,86        | 9 900       | 63,13       |
| Blancs et nuls | Blancs et nuls        | Blancs et nuls | 403          | 4,44         | 383         | 3,87        |
| Exprimés       | Exprimés              | Exprimés       | 8 670        | 95,56        | 9 517       | 96,13       |

*sortant

### Canton de Montbéliard-Ouest
| Candidats      | Candidats        | Étiquette      | Premier tour | Premier tour | Second tour | Second tour |
| Candidats      | Candidats        | Étiquette      | Voix         | %            | Voix        | %           |
| -------------- | ---------------- | -------------- | ------------ | ------------ | ----------- | ----------- |
|                | Pierre Hélias*   | PS             | 2 641        | 34,65        | 3 833       | 46,77       |
|                | Pierre Maury     | UMP            | 2 185        | 28,67        | 2 799       | 34,15       |
|                | Alain Dudret     | FN             | 1 678        | 22,02        | 1 564       | 19,08       |
|                | Thierry Gallat   | Verts          | 526          | 6,90         |             |             |
|                | Marc Martinez    | EXG            | 253          | 3,32         |             |             |
|                | Pierre Berrard   | PCF            | 175          | 2,30         |             |             |
|                | Pierre Faillenet | EXG            | 164          | 2,15         |             |             |
|                |                  |                |              |              |             |             |
| Inscrits       | Inscrits         | Inscrits       | 12 508       | 100,00       | 12 511      | 100,00      |
| Abstention     | Abstention       | Abstention     | 4 517        | 36,11        | 4 010       | 32,05       |
| Votants        | Votants          | Votants        | 7 991        | 63,89        | 8 501       | 67,95       |
| Blancs et nuls | Blancs et nuls   | Blancs et nuls | 369          | 4,62         | 305         | 3,59        |
| Exprimés       | Exprimés         | Exprimés       | 7 622        | 95,38        | 8 196       | 96,41       |

*sortant

### Canton de Montbenoît
| Candidats      | Candidats         | Étiquette      | Premier tour | Premier tour |
| Candidats      | Candidats         | Étiquette      | Voix         | %            |
| -------------- | ----------------- | -------------- | ------------ | ------------ |
|                | Alain Marguet*    | UMP            | 1 863        | 59,64        |
|                | Marina Maréchal   | PS             | 510          | 16,33        |
|                | Patrice Vitre     | FN             | 365          | 11,68        |
|                | Fabrice Girardet  | ECO            | 219          | 7,01         |
|                | Évelyne Abbot     | EXG            | 81           | 2,59         |
|                | Jean-Pierre Petit | EXG            | 65           | 2,08         |
|                | Jeannine Eckert   | PCF            | 21           | 0,67         |
|                |                   |                |              |              |
| Inscrits       | Inscrits          | Inscrits       | 4 754        | 100,00       |
| Abstention     | Abstention        | Abstention     | 1 423        | 29,93        |
| Votants        | Votants           | Votants        | 3 331        | 70,07        |
| Blancs et nuls | Blancs et nuls    | Blancs et nuls | 207          | 6,21         |
| Exprimés       | Exprimés          | Exprimés       | 3 124        | 93,79        |

*sortant

### Canton de Morteau
| Candidats      | Candidats           | Étiquette      | Premier tour | Premier tour | Second tour | Second tour |
| Candidats      | Candidats           | Étiquette      | Voix         | %            | Voix        | %           |
| -------------- | ------------------- | -------------- | ------------ | ------------ | ----------- | ----------- |
|                | Jean-Marie Wakenhut | PS             | 2 428        | 31,34        | 3 664       | 45,57       |
|                | Albert Rognon       | UMP            | 2 400        | 30,98        | 4 376       | 54,43       |
|                | Jean Bourgeois      | DVD            | 1 737        | 22,42        | Retrait     | Retrait     |
|                | Jean-Luc Bart       | FN             | 819          | 10,57        |             |             |
|                | Armelle Labourey    | PCF            | 195          | 2,52         |             |             |
|                | Regis Lievrard      | EXG            | 169          | 2,18         |             |             |
|                |                     |                |              |              |             |             |
| Inscrits       | Inscrits            | Inscrits       | 12 547       | 100,00       | 12 545      | 100,00      |
| Abstention     | Abstention          | Abstention     | 4 418        | 35,21        | 4 050       | 32,28       |
| Votants        | Votants             | Votants        | 8 129        | 64,79        | 8 495       | 67,72       |
| Blancs et nuls | Blancs et nuls      | Blancs et nuls | 381          | 4,69         | 455         | 5,36        |
| Exprimés       | Exprimés            | Exprimés       | 7 748        | 95,31        | 8 040       | 94,64       |

### Canton de Mouthe
| Candidats      | Candidats             | Étiquette      | Premier tour | Premier tour | Second tour | Second tour |
| Candidats      | Candidats             | Étiquette      | Voix         | %            | Voix        | %           |
| -------------- | --------------------- | -------------- | ------------ | ------------ | ----------- | ----------- |
|                | Jean-Marie Saillard   | DVD            | 1 468        | 42,53        | 2 072       | 57,08       |
|                | Michel Morel*         | UMP            | 1 073        | 31,08        | 1 558       | 42,92       |
|                | Gaston Bordet         | PS             | 541          | 15,67        |             |             |
|                | Pierre Fieux          | FN             | 263          | 7,62         |             |             |
|                | Jean-Pierre Poissenot | EXG            | 74           | 2,14         |             |             |
|                | Michel Charpy         | PCF            | 33           | 0,96         |             |             |
|                |                       |                |              |              |             |             |
| Inscrits       | Inscrits              | Inscrits       | 5 574        | 100,00       | 5 588       | 100,00      |
| Abstention     | Abstention            | Abstention     | 1 998        | 35,84        | 1 690       | 30,24       |
| Votants        | Votants               | Votants        | 3 576        | 64,16        | 3 898       | 69,76       |
| Blancs et nuls | Blancs et nuls        | Blancs et nuls | 124          | 3,47         | 268         | 6,88        |
| Exprimés       | Exprimés              | Exprimés       | 3 452        | 96,53        | 3 630       | 93,12       |

*sortant

### Canton d'Ornans
| Candidats      | Candidats              | Étiquette      | Premier tour | Premier tour |
| Candidats      | Candidats              | Étiquette      | Voix         | %            |
| -------------- | ---------------------- | -------------- | ------------ | ------------ |
|                | Jean-François Longeot* | UMP            | 3 712        | 63,19        |
|                | Frédéric Bonnefoi      | Verts          | 1 428        | 24,31        |
|                | Michèle Pruniaux       | FN             | 467          | 7,95         |
|                | Patrice Salzenstein    | PCF            | 147          | 2,50         |
|                | Christiane Rolandez    | EXG            | 120          | 2,04         |
|                |                        |                |              |              |
| Inscrits       | Inscrits               | Inscrits       | 8 228        | 100,00       |
| Abstention     | Abstention             | Abstention     | 2 188        | 26,59        |
| Votants        | Votants                | Votants        | 6 040        | 73,41        |
| Blancs et nuls | Blancs et nuls         | Blancs et nuls | 166          | 2,75         |
| Exprimés       | Exprimés               | Exprimés       | 5 874        | 97,25        |

*sortant

### Canton de Pierrefontaine-les-Varans
| Candidats      | Candidats           | Étiquette      | Premier tour | Premier tour |
| Candidats      | Candidats           | Étiquette      | Voix         | %            |
| -------------- | ------------------- | -------------- | ------------ | ------------ |
|                | Jean-Marie Pobelle* | UMP            | 1 971        | 58,24        |
|                | Michel Devillers    | FN             | 685          | 20,24        |
|                | Gerard Kintz        | PS             | 522          | 15,43        |
|                | Alain Ruch          | EXG            | 122          | 3,61         |
|                | Françoise Monnier   | PCF            | 84           | 2,48         |
|                |                     |                |              |              |
| Inscrits       | Inscrits            | Inscrits       | 5 494        | 100,00       |
| Abstention     | Abstention          | Abstention     | 1 820        | 33,13        |
| Votants        | Votants             | Votants        | 3 674        | 66,87        |
| Blancs et nuls | Blancs et nuls      | Blancs et nuls | 290          | 7,89         |
| Exprimés       | Exprimés            | Exprimés       | 3 384        | 92,11        |

*sortant

### Canton de Pontarlier
| Candidats      | Candidats              | Étiquette      | Premier tour | Premier tour | Second tour | Second tour |
| Candidats      | Candidats              | Étiquette      | Voix         | %            | Voix        | %           |
| -------------- | ---------------------- | -------------- | ------------ | ------------ | ----------- | ----------- |
|                | Christian Bouday       | DVG            | 4 227        | 34,12        | 6 258       | 45,79       |
|                | Daniel Defrasne        | UMP            | 3 338        | 26,94        | 5 478       | 40,08       |
|                | Claude Vernier         | FN             | 2 137        | 17,25        | 1 932       | 14,14       |
|                | Dominique Benoit Gonin | UDF            | 1 789        | 14,44        |             |             |
|                | Claude Cuenot          | EXG            | 506          | 4,08         |             |             |
|                | Alain Vuillaume        | PCF            | 392          | 3,16         |             |             |
|                |                        |                |              |              |             |             |
| Inscrits       | Inscrits               | Inscrits       | 21 035       | 100,00       | 21 028      | 100,00      |
| Abstention     | Abstention             | Abstention     | 7 852        | 37,33        | 6 780       | 32,24       |
| Votants        | Votants                | Votants        | 13 183       | 62,67        | 14 248      | 67,76       |
| Blancs et nuls | Blancs et nuls         | Blancs et nuls | 794          | 6,02         | 580         | 4,07        |
| Exprimés       | Exprimés               | Exprimés       | 12 389       | 93,98        | 13 668      | 95,93       |

### Canton de Pont-de-Roide
| Candidats      | Candidats      | Étiquette      | Premier tour | Premier tour | Second tour | Second tour |
| Candidats      | Candidats      | Étiquette      | Voix         | %            | Voix        | %           |
| -------------- | -------------- | -------------- | ------------ | ------------ | ----------- | ----------- |
|                | Louis Cuenin*  | UMP            | 2 885        | 41,42        | 3 390       | 45,42       |
|                | Gaston Veya    | PS             | 2 134        | 30,64        | 3 020       | 40,47       |
|                | Josiane Oget   | FN             | 1 177        | 16,90        | 1 053       | 14,11       |
|                | Denis Fresard  | Verts          | 356          | 5,11         |             |             |
|                | Robert Bailly  | EXG            | 250          | 3,59         |             |             |
|                | Viviane Libes  | PCF            | 163          | 2,34         |             |             |
|                |                |                |              |              |             |             |
| Inscrits       | Inscrits       | Inscrits       | 10 837       | 100,00       | 10 841      | 100,00      |
| Abstention     | Abstention     | Abstention     | 3 572        | 32,96        | 3 113       | 28,72       |
| Votants        | Votants        | Votants        | 7 265        | 67,04        | 7 728       | 71,28       |
| Blancs et nuls | Blancs et nuls | Blancs et nuls | 300          | 4,13         | 265         | 3,43        |
| Exprimés       | Exprimés       | Exprimés       | 6 965        | 95,87        | 7 463       | 96,57       |

*sortant

### Canton de Quingey
| Candidats      | Candidats                    | Étiquette      | Premier tour | Premier tour | Second tour | Second tour |
| Candidats      | Candidats                    | Étiquette      | Voix         | %            | Voix        | %           |
| -------------- | ---------------------------- | -------------- | ------------ | ------------ | ----------- | ----------- |
|                | Jacques Breuil*              | PS             | 2 120        | 47,59        | 2 848       | 61,,67      |
|                | Jean-Georges Magnin          | UMP            | 1 357        | 30,46        | 1 770       | 38,33       |
|                | Guy Gillard                  | FN             | 486          | 10,91        |             |             |
|                | Teddy Beneteau De La Prairie | EXG            | 234          | 5,25         |             |             |
|                | Jean Jourdan                 | PCF            | 159          | 3,57         |             |             |
|                | François Fruitet             | EXG            | 99           | 2,22         |             |             |
|                |                              |                |              |              |             |             |
| Inscrits       | Inscrits                     | Inscrits       | 6 429        | 100,00       | 6 429       | 100,00      |
| Abstention     | Abstention                   | Abstention     | 1 772        | 27,56        | 1 557       | 24,22       |
| Votants        | Votants                      | Votants        | 4 657        | 72,44        | 4 872       | 75,78       |
| Blancs et nuls | Blancs et nuls               | Blancs et nuls | 202          | 4,34         | 254         | 5,21        |
| Exprimés       | Exprimés                     | Exprimés       | 4 455        | 95,66        | 4 618       | 94,79       |

*sortant

### Canton de Rougemont
| Candidats      | Candidats         | Étiquette      | Premier tour | Premier tour | Second tour | Second tour |
| Candidats      | Candidats         | Étiquette      | Voix         | %            | Voix        | %           |
| -------------- | ----------------- | -------------- | ------------ | ------------ | ----------- | ----------- |
|                | Denis Bettinelli  | UMP            | 560          | 26,27        | 946         | 46,88       |
|                | Christian Mercier | UDF            | 478          | 22,42        | Retrait     | Retrait     |
|                | Daniele Nevers    | PS             | 477          | 22,37        | 1 072       | 53,12       |
|                | Francis Mougin    | FN             | 282          | 13,23        |             |             |
|                | Gabriel Cuenot    | DVD            | 168          | 7,88         |             |             |
|                | Michel Mourey     | PCF            | 100          | 4,69         |             |             |
|                | Patrick Girard    | EXG            | 67           | 3,14         |             |             |
|                |                   |                |              |              |             |             |
| Inscrits       | Inscrits          | Inscrits       | 3 104        | 100,00       | 3 103       | 100,00      |
| Abstention     | Abstention        | Abstention     | 841          | 27,09        | 794         | 25,59       |
| Votants        | Votants           | Votants        | 2 263        | 72,91        | 2 309       | 74,41       |
| Blancs et nuls | Blancs et nuls    | Blancs et nuls | 131          | 5,79         | 291         | 12,60       |
| Exprimés       | Exprimés          | Exprimés       | 2 132        | 94,21        | 2 018       | 87,40       |

### Canton de Roulans
| Candidats      | Candidats        | Étiquette      | Premier tour | Premier tour | Second tour | Second tour |
| Candidats      | Candidats        | Étiquette      | Voix         | %            | Voix        | %           |
| -------------- | ---------------- | -------------- | ------------ | ------------ | ----------- | ----------- |
|                | Yannick Dessent* | UMP            | 1 811        | 44,86        | 2 267       | 53,28       |
|                | Pierre Gainet    | PS             | 1 279        | 31,68        | 1 988       | 46,72       |
|                | François Roux    | FN             | 555          | 13,75        |             |             |
|                | Mathilde Pillot  | PCF            | 201          | 4,98         |             |             |
|                | Brigitte Vuitton | EXG            | 115          | 2,85         |             |             |
|                | Georges Boyer    | EXG            | 76           | 1,88         |             |             |
|                |                  |                |              |              |             |             |
| Inscrits       | Inscrits         | Inscrits       | 6 021        | 100,00       | 6 020       | 100,00      |
| Abstention     | Abstention       | Abstention     | 1 776        | 29,50        | 1 520       | 25,25       |
| Votants        | Votants          | Votants        | 4 245        | 70,50        | 4 500       | 74,75       |
| Blancs et nuls | Blancs et nuls   | Blancs et nuls | 208          | 4,90         | 245         | 5,44        |
| Exprimés       | Exprimés         | Exprimés       | 4 037        | 95,10        | 4 255       | 94,56       |

*sortant

### Canton du Russey
| Candidats      | Candidats             | Étiquette      | Premier tour | Premier tour |
| Candidats      | Candidats             | Étiquette      | Voix         | %            |
| -------------- | --------------------- | -------------- | ------------ | ------------ |
|                | Daniel Leroux*        | UMP            | 1 627        | 50,84        |
|                | Gilles Robert         | PS             | 1 218        | 38,06        |
|                | Nadine Negri          | FN             | 278          | 8,69         |
|                | Franck Plain          | EXG            | 48           | 1,50         |
|                | Pierre-Olivier Poyard | PCF            | 29           | 0,91         |
|                |                       |                |              |              |
| Inscrits       | Inscrits              | Inscrits       | 4 538        | 100,00       |
| Abstention     | Abstention            | Abstention     | 1 187        | 26,16        |
| Votants        | Votants               | Votants        | 3 351        | 73,84        |
| Blancs et nuls | Blancs et nuls        | Blancs et nuls | 151          | 4,51         |
| Exprimés       | Exprimés              | Exprimés       | 3 200        | 95,49        |

*sortant

### Canton de Saint-Hippolyte
| Candidats      | Candidats          | Étiquette      | Premier tour | Premier tour |
| Candidats      | Candidats          | Étiquette      | Voix         | %            |
| -------------- | ------------------ | -------------- | ------------ | ------------ |
|                | André Pequignot*   | UMP            | 1 328        | 54,20        |
|                | Anne-Marie Lab     | PS             | 661          | 26,98        |
|                | Bernard Faivre     | FN             | 341          | 13,92        |
|                | Georges Dizdarevic | EXG            | 81           | 3,31         |
|                | André Giust        | PCF            | 39           | 1,59         |
|                |                    |                |              |              |
| Inscrits       | Inscrits           | Inscrits       | 3 577        | 100,00       |
| Abstention     | Abstention         | Abstention     | 1 007        | 28,15        |
| Votants        | Votants            | Votants        | 2 570        | 71,85        |
| Blancs et nuls | Blancs et nuls     | Blancs et nuls | 120          | 4,67         |
| Exprimés       | Exprimés           | Exprimés       | 2 450        | 95,33        |

*sortant

### Canton de Vercel-Villedieu-le-Camp
| Candidats      | Candidats               | Étiquette      | Premier tour | Premier tour | Second tour | Second tour |
| Candidats      | Candidats               | Étiquette      | Voix         | %            | Voix        | %           |
| -------------- | ----------------------- | -------------- | ------------ | ------------ | ----------- | ----------- |
|                | Léon Bessot             | DVG            | 2 299        | 42,85        | 3 177       | 57,82       |
|                | Marie-Jacques Chalumeau | UDF            | 1 277        | 23,80        | 2 318       | 42,18       |
|                | Claude Pretre           | DVD            | 822          | 15,32        | Retrait     | Retrait     |
|                | Édith Bazerolle         | FN             | 663          | 12,36        |             |             |
|                | Sandra Joly             | PCF            | 162          | 3,02         |             |             |
|                | Michel Treppo           | EXG            | 142          | 2,65         |             |             |
|                |                         |                |              |              |             |             |
| Inscrits       | Inscrits                | Inscrits       | 7 836        | 100,00       | 7 836       | 100,00      |
| Abstention     | Abstention              | Abstention     | 2 215        | 28,27        | 1 971       | 25,15       |
| Votants        | Votants                 | Votants        | 5 621        | 71,73        | 5 865       | 74,85       |
| Blancs et nuls | Blancs et nuls          | Blancs et nuls | 256          | 4,55         | 370         | 6,31        |
| Exprimés       | Exprimés                | Exprimés       | 5 365        | 95,45        | 5 495       | 93,69       |